# Сокол, Емельян Лукич
Емельян Лукич Сокол (1904—1983) — красноармеец Рабоче-Крестьянской Красной армии, участник Великой Отечественной войны, Герой Советского Союза (1944). Вследствие доноса обстоятельства совершения подвига были подвергнуты сомнению, в связи с чем указ о награждении отменен.

## Биография
Емельян Сокол родился 30 июля 1904 года на хуторе Померки (ныне — одноимённое село Лебединского района Сумской области Украины) в крестьянской семье. Окончил шесть классов школы, проживал и работал в селе Козельное (ныне — Недригайловский район Сумской области Украины), работал в колхозе. 26 июля 1941 года призван в РККА, в августе попал в плен вместе с окруженными частями. В сентябре вернулся в родное село, где проживал до сентября 1943 года.
После освобождения села вторично призван в армию Штеповским районным военным комиссариатом. Пулеметчик 1144-го стрелкового полка 340-й Сумской стрелковой дивизии 38-й армии Воронежского фронта. Вместе с ним в одном пулеметном расчете проходил службу его сын Григорий Емельянович Сокол.
Принимал участие в боях во время Черниговско-Полтавской операции и битвы за Днепр. Отличился во время битвы за Днепр: 3 октября 1943 года на Лютежском плацдарме пулеметный расчет Емельяна и Григория Соколов «рассеял и в основном уничтожил группу немецких автоматчиков до 30 человек», а также уничтожил две огневые точки и «до десяти солдат противника». За эти подвиги отец и сын Соколы были представлены к медали «За Отвагу» (награда вручена).
21 октября 1943 г. в районе села Синяк ныне Вышгородского района Киевской области противник предпринял ожесточенную контратаку танков и пехоты. Цитата из наградного листа:

Несмотря на явную опасность для жизни, пулеметчик Сокол Е.Л. с занимаемой позиции ни шагу не отступил. Пропустив вражеские танки, ураганным огнём своего пулемета заставил залечь контратакующую немецкую пехоту. При этом большую часть немецких солдат он уничтожил, тем самым отрезал немецкую пехоту от вражеских танков. Геройство Сокола заметил немецкий офицер-танкист, который три танка повернул на пулеметчиков Сокол. Но отец и сын Соколы, взяв у тяжело раненого бойца противотанковое ружье, подбили два ползущих на них танка. Прорвавшийся третий танк замял гусеницами отца и сына. Павший смертью храбрых, пулеметчик Е.Л. Сокол посмертно достоен звания Героя Советского Союза
Наградной лист подписал командир 1144-го стрелкового полка полка майор Мердемшаев и начштаба майор Карпович. Визу на наградной лист наложили Герои Советского Союза: командир 340-й Сумской стрелковой дивизии полковник Иосиф Зубарев, командир 50-го стрелкового корпуса генерал-майор Саркис Мартиросян, командующий 38-й армией Воронежского фронта генерал-полковник Кирилл Москаленко и член Военсовета генерал-майор Алексей Епишев. Последнюю визу "Достоин правительственной награды" наложили командующий войсками 1-го Украинского фронта, генерал армии Николай Ватутин и член Военсовета фронта генерал Константин Крайнюков.
Указом Президиума Верховного Совета СССР «О присвоении звания Героя Советского Союза генералам, офицерскому, сержантскому и рядовому составу Красной Армии» от 10 января 1944 года за «образцовое выполнение боевых заданий командования на фронте борьбы с немецко-фашистскими захватчиками и проявленные при этом отвагу и геройство» был удостоен высокого звания Героя Советского Союза посмертно. Указ опубликован печатным органом Народного комиссариата обороны СССР газетой «Красная звезда» в номере от 11 января 1944 г. 13 января 1944 года «Красная Звезда» опубликовала статью «Отец и сын — Герои Советского Союза».
Фактически после боя Емельян Сокол и его сын Григорий попали в плен и до 5 мая 1945 года находились в лагерях военнопленных на территории Германии и Чехии. Освобождены из плена чехословацкими партизанами. После проверки контрразведки зачислены в 214-й запасной полк 5-й Гвардейской армии, а затем переведены в в/ч ПХ №537. В октябре 1945 года Емельян Сокол был уволен в запас и уехал в село, а Григорий остался служить старшиной военной хлебопекарни. После возвращения старший Сокол прошёл ещё одну спецпроверку, но никаких компрометирующих данных выявлено не было, о чем свидетельствует фильтрационное дело №27349 и показания односельчан. В документе, датированном 15 мая 1946 г. говорится следующее: «Члены проверочно-фильтрационной комиссии, рассмотрев фильтрационное дело на Сокола Е.Л., прибывшего по месту жительства, не установили преступлений, действующих в пользу немецкой власти, постановили: фильтрационное дело сдать в архив». Ещё одна проверка была проведена по запросу Управления кадров сухопутных войск, занимавшегося выявлением Героев Советского Союза, не получивших награды и удостоверения к ним, либо их родственников.
12 октября 1946 г. командующий Киевским военным округом генерал-полковник Андрей Гречко вручил отцу и сыну Соколам медали «Золотая Звезда» №8155 и №46774 и ордена Ленина.
19 января 1948 г. Соколов вызвали повесткой в военкомат, где районный военный комиссар Волик потребовал сдать награды во исполнение Указа Президиума Верховного Совета СССР от 14 октября 1947 г. об отмене Указа от 10 января 1944 г. в части присвоения звания Героя Советского Союза Г. Е. и Е. Л. Соколам «в связи с необоснованным представлением».
Рядом современных источников используется информация о том, что Емельян и Григорий Соколы были арестованы сотрудниками Министерства государственной безопасности СССР по обвинению в добровольной сдаче в плен. Согласно этим сведениям, суд приговорил Емельяна Сокола к 10 годам исправительно-трудовых лагерей. Однако никаких документальных источников, подтверждающих эту информацию, в открытом доступе нет. Автор книги «Прокляты и забыты. Отверженные Герои СССР» В. Н. Конев также ссылается на устные сведения.
Как установил после изучения архивных материалов и личных показаний Григория Сокола сумской журналист Виктор Савченко, аресту и лишению свободы Емельян и Григорий Соколы не подвергались. Причиной отмены Указа от 10 января 1944 г. он называет донос инвалида войны, учителя местной школы на имя председателя Президиума Верховного Совета СССР Михаила Калинина, в котором он написал, что Соколы добровольно сдались в плен и поступили на службу в немецкую полицию.
В феврале 1947 г. Генпрокуратура СССР, по поручению секретаря Президиума Верховного Совета СССР Александра Горкина, начала проверку «о возможности сохранения за ними званий Героев Советского Союза». В результате проведенных следственных действий Генеральный прокурор СССР Константин Горшенин сообщил на имя Горкина о том, что проведенный опрос самих Соколов, их сослуживца Бережного, попавшего в плен в тот же день, однополчанина Михайленко и односельчанина Бессмертного, не позволил составить какой-либо внятной картины поведения Емельяна и Григория в бою. Сами они имеют расхождения в показаниях, а свидетель Бережной заявил, что видел как Емельян катил свой пулемет к немецкому штабу. Общий вывод был таков: 

Обстановка на поле боя была сложная, рота, в составе которой находились отец и сын Соколы, была смята танками противника, и у очевидцев этого боя могло создаться впечатление, что пулеметчики погибли. Проверить это обстоятельство на поле боя было трудно, так как батальон был оттеснен, а убитые сильно обезображены. Командование полка без должной проверки подготовило представление о присвоении посмертно отцу и сыну Соколам звания Героя Советского Союза. Считаю, что за ними не может быть сохранено это звание.
По свидетельству внука Емельяна Сокола, Николая Григорьевича, никаких объяснений отцу и сыну представлено не было и на обращения в органы власти ответов не поступало. В 1970 году, после обращения на имя генерального секретаря ЦК КПСС Леонида Брежнева ветерана Великой Отечественной войны Петра Бабусенко, Генпрокуратура СССР провела новую проверку. 9 июня 1970 года первый заместитель Генерального прокурора СССР Михаил Маляров представил Президиуму Верховного Совета свой вывод: «Оснований для восстановления Сокола Е. Л. и Сокола Г. Е. в звании Героев не имеется. Полагал бы возможным вручить Соколу Е. Л. и Соколу Г. Е. медали „За Отвагу“, которыми они были награждены за мужество, проявленное при форсировании Днепра». Главным основанием для отказа заместитель Генерального прокурора СССР назвал отсутствие достоверных сведений о подбитых в бою у с. Синяк танков.
Емельян Сокол умер 24 марта 1983 года. На его могиле сыном установлен памятник с надписью: «Сокол Емельян Лукич, 1904—1983 г. Рядовой 340-й стрелковой дивизии. Герой СССР».
В феврале 2013 года председатель Сумской областной государственной администрации Юрий Чмырь, по обращению общественности и дочери Емельяна Сокола, Веры Емельяновны подписал письма-ходатайства к министру иностранных дел Украины Леониду Кожаре и генеральному консулу РФ в г. Харьков Сергею Семенову с просьбой« рассмотреть и ходатайствовать о положительном решении вопроса „о возвращении Емельяну и Григорию Соколам звания Героя Советского Союза“».